# Arhopala ozana
Arhopala ozana är en fjärilsart som beskrevs av Hans Fruhstorfer 1934. Arhopala ozana ingår i släktet Arhopala och familjen juvelvingar. Inga underarter finns listade i Catalogue of Life.